# いしかわ四高記念公園
いしかわ四高記念公園（いしかわしこうきねんこうえん）は、石川県金沢市広坂にある都市公園（地区公園）である。石川県が開設・運営している都市公園で、公園の名称はかつて公園内に開設されていた第四高等学校（現：金沢大学）に由来する。
旧名称は石川県中央公園（いしかわけんちゅうおうこうえん）で、石川県内では県中央公園あるいは中央公園で呼ばれていた。

## 歴史
- 1822年（文正5年）：加賀藩の学問所（藩校）「明倫堂」開設。
- 1887年（明治20年）：第四高等学校開設（1894年までは第四高等中学校）。
- 1949年（昭和24年）：新制金沢大学発足（第四高等学校の所在地は理学部の施設となった）。
- 1963年（昭和38年）：金沢大学理学部が金沢城内に移転。移転2年後から公園としての整備開始。
- 1968年（昭和43年）4月1日：石川県中央公園開設。
- 1972年（昭和47年）：石川県政100周年記念事業として谷口吉郎設計のカスケード（公園内の滝）設置。
- 1986年（昭和61年）：香林坊市街地再開発事業により公園入口広場を新設。
- 2006年（平成18年）：指定管理者制度により植宗・吉村グループが公園の整備・運営を行う[2]。
- 2014年（平成26年）6月25日：公園の名称を「いしかわ四高記念公園」に変更。

## 公園再整備・名称変更
石川県庁舎が2003年に移転した後、公園の緑地帯が拡大し県庁舎跡地との一体整備が必要となった。また、長年にわたって芝生の衰退や悪天候時の広場のぬかるみの発生、樹木の生育環境の悪化が顕著となり、2013年度から公園の再整備を実施した。また、公園の再整備に合わせて、公園の名称を旧制第四高等学校の開設地にちなみ、「いしかわ四高記念公園」にすることにし、公園整備が終了した2014年6月25日に名称を変更した。

## 公園内の施設

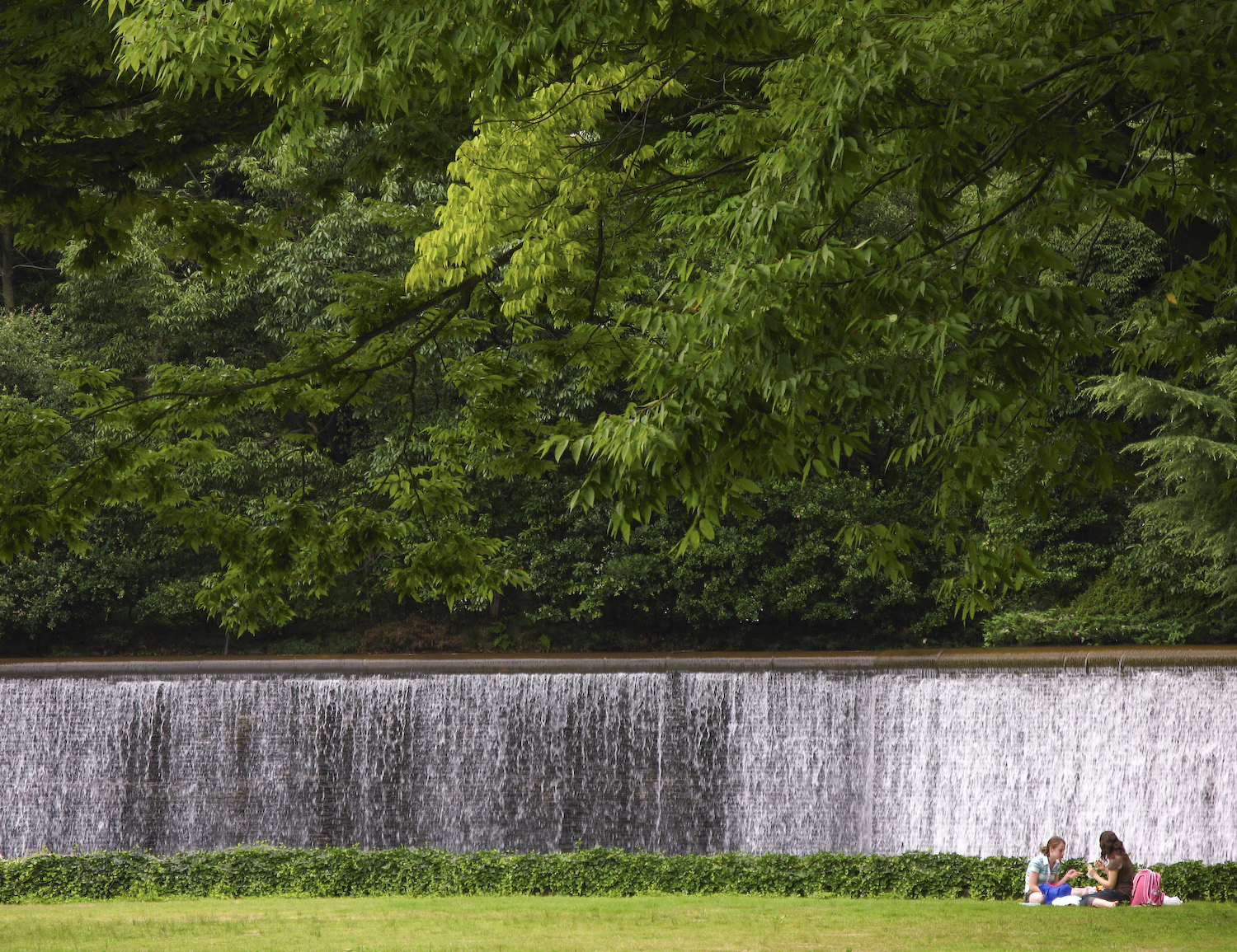
公園内にある谷口吉郎設計のカスケード

- 芝生広場
- 休養広場
- カスケード

## 周辺施設
- 四高記念文化交流館
  - 石川近代文学館
  - 四高記念館
- 石川県政記念しいのき迎賓館（旧石川県庁舎）
- 金沢広坂合同庁舎
  - 金沢国税局
  - 北陸農政局
  - 北陸総合通信局
- 金沢中警察署香林坊交番
- 香林坊アトリオ・香林坊大和
- 金沢市役所
- 金沢能楽美術館

## 交通
- 北陸鉄道バスまたは金沢ふらっとバス（菊川ルート）「香林坊（中央公園前）」下車
- 金沢ふらっとバス（材木ルート）「香林坊・仙石通り」下車